# Mud (гурт)
Mud — британський глем-рок гурт, утворений 1966 року у Карлшелтоні (Carshalton). До складу гурту ввійшли: Лес Грей (Les Gray), 9.04.1946, Мітчмен, Велика Британія — вокал; Роб Дейвіс (Rob Davis), 1.10.1947, Карлшелтон, Велика Британія — гітара, вокал; Рей Стайлз (Ray Stiles), 20.11.1946, Карлшелтон, Велика Британія — бас, вокал та Дейв Маунт (Dave Mount), 3.03.1947, Карлшелтон, Велика Британія — ударні, вокал.
Виданий у 1967 році фірмою «CBS» дебютний сингл «Flower Power» не здобув очікуваного успіху, як і наступні — «Shangri La» та «Jumping Jehosophat», записані відповідно для «Philips» та «Fontana». Але попри це гурт кілька років продовжував невтомно виступати. Запропоновані музикантами легкі поп-пісні дали змогу взяти участь у телевізійній програмі «The Basil Brush Show», хоча великих хітів все ще не було. Нарешті, після отримання 1972 року контракту з фірмою «RAK», де Mud потрапили під опіку Нікі Чінна та Майка Чепмена — відомих творців хітів того періоду — їм вдалося вже на початку наступного року завоювати британський чарт творами «Crazy» та «Hypnosis», У наступні три роки принесли Mud солідну серію з дванадцяти хітів у британському Тор-20, серед яких «Tiger Feet», «Lonely This Christmas» та «Oh Boy» потрапили на перше місце. У вересні 1975 року до гурту приєднався Енді Болл (Andy Ball) — клавішні, вокал, а гурт надалі продовжив свою кар'єру виступами у різних кабаре. Після закінчення смуги удач у діяльності Mud Грей вирішив розпочати сольну кар'єру і 1979 року його місце зайняла Марго Хендерсон (Margo Henderson). Свою кар'єру гурт завершив у першій половині 1980-х років, а 1988 року Стайлз несподівано з'явився у складі The Hollies.

## Дискографія
- 1974: Mud Rock
- 1975: Mud Rock Vol. 2
- 1975: Mud's Greatest Hits
- 1975: Use Your Imagination
- 1976: It's Better Than Working
- 1978: Mud Pack
- 1979: Rock On
- 1980: As You Like It
- 1983: Mud
- 1990: Let's Have A Party
- 1995: L-L-Lucy
- 1995: Dynamite!- Greatest Hits (як Les Grey's Mud)
- 1996: Great Mud
- 1996: Gold Collection